# Хатшепсут
Хатшепсут е втората доказана жена-фараон от Древен Египет и петият фараон от осемнадесетата династия на Древен Египет. Тя е един от редките случаи, в които жена заема престола на фараоните на Египет. 

## Жизнен път и управление
Хатшепсут е дъщеря е на Тутмос I и неговата съпруга и сестра Яхмос. Омъжва се за своя полубрат Тутмос II, когато е на 14 – 15 години. След смъртта му през 1479 пр. н. е. тя управлява като регент на своя доведен син Тутмос III, който тогава е на 2 години. Първоначално е смятано, че тя управлява единствено като регент. Съвременните учени обаче смятат, че през седмата година на неговото управление (1472 г. пр. н. е.), Хатшепсут приема титлата фараон, управлявайни заедно с Тутмос III.  
Хатшепсут управлява 21 години. Тя избягва да води войни за териториално разширение. По нейно време са извършени големи строежи, като грандиозния храм в Дейр ел-Бахри и разширението на храма на Амон в Карнак. Нейно дело са мащабни строителни проекти, част от които храмовия комплекс Карнак и заупокойния храм на Хатшепсут.  
Хатшепсут се облича в мъжки дрехи и носи фараонска брада. Остава завинаги в историята с добрите си дела. Преди нея има само една доказана жена-фараон – Нефрусобек, която обаче не постига същия просперитет. 
След смъртта на Хатшепсут, изображенията ѝ са заличени, вероятно от Тутмос III и неговия син Аменхотеп II. Също така голяма част от нейните постижения са причислени към тези на други фараони. Смята се, че тези действия са следствие на религиозни вярвания. 

## Галерия
- Глава на Хатшепсут (намерена в Луксор), експонат на националния музей в Александрия
- Храмът на Хатшепсут в Дейр-ел-Бахри